# Priestermechaniker
Priestermechaniker nannte bzw. nennt man jene Geistliche, die sich – meistens autodidaktisch – umfangreiche Kenntnisse in Mathematik und Kosmologie sowie als Mechaniker und Techniker aneigneten und sich anschließend neben ihrem Priesterberuf als Konstrukteure astronomischer Uhren betätigten. Ursache war u. a. – begründet Heinz Gauly –, dass es „gerade die klösterlichen Gemeinschaften in der katholischen Kirche gewesen waren, die in einem weiten Feld von Forschung und Wissenschaft, und nicht erst im 18. Jahrhundert, hervorragende Ergebnisse“ erbracht hätten.

## Astronomische Uhren
Astronomische Uhren wurden dank ständig verbesserter Techniken und neuer naturwissenschaftlicher Erkenntnisse vor allem in der zweiten Hälfte des 18. Jahrhunderts in einer bis dahin nicht gekannten Präzision entwickelt und gebaut. Diese „Weltmaschinen“ zeigten außer den Stunden, Minuten und Sekunden auch die Wochentage, die Woche, den Monat und das Jahr an sowie die Bewegung der Erde, des Mondes und der Planeten, jede Sonnen- und Mondfinsternis oder das Frühlings- und Herbst-Aequinoktium sowie das Sommer- und Winter-Solstitium an.

## Bekannte Priestermechaniker
- Michael Fras (Aurelius a San Daniele) (1728–1782)
- Philipp Matthäus Hahn (1739–1790)
- Alexius Johann (Johannes Nikolaus Johann) (1753–1826)
- Baptist Johann (Johannes Michael Johann) (1765–1826)
- Johannes Klein (1684–1762)
- Thaddäus Rinderle (Mathias Rinderle) (1748–1824)
- David Ruetschmann (David a Sancto Cajetano) (1726–1796)
- Bernard Stuart (Alexander Stuart) (1706–1755)